# آندي ريختر
بول أندرو ريختر (بالإنجليزية: Andy Richter)‏ (28 أكتوبر 1966 -) هو ممثل أميركي ساخر وكاتب كوميدي. 

## مسيرته
ومقدم برامج ليلي حواري. عروف عن عمله بقيام دور صوت مورت في فيلم الرسوم المتحركة (مدغشقر)

## حياته
يعد ريختر الطفل الثالث من بين أربعة أطفال ولدوا في غراند رابيدز، ميشيغان من الأم، غليندا سوانسون (ني بالمر)، مصممة مطابخ والأب لورانس ريختر، الذي كان يدرس الروسية في جامعة إنديانا أكثر من 32 عاما.

## وصلات خارجية
- آندي ريختر على موقع IMDb (الإنجليزية)
- آندي ريختر على موقع الموسوعة البريطانية (الإنجليزية)
- آندي ريختر على موقع روتن توميتوز (الإنجليزية)
- آندي ريختر على موقع ألو سيني (الفرنسية)
- آندي ريختر على موقع ميوزك برينز (الإنجليزية)
- آندي ريختر على موقع تيرنر كلاسيك موفيز (الإنجليزية)
- آندي ريختر على موقع أول موفي (الإنجليزية)
- آندي ريختر على موقع قاعدة بيانات الأفلام السويدية (السويدية)
- آندي ريختر على موقع إن إن دي بي (الإنجليزية)
- آندي ريختر على موقع ديسكوغز (الإنجليزية)